# The Newcomers
The Newcomers è una soap opera britannica in 430 puntate trasmesse per la prima volta nel corso di stagioni dal 1965 al 1969.
È incentrata sulle vicende di una famiglia di Londra, i Cooper, guidati da Ellis e Vivienne Cooper, che si sono trasferiti da Londra nella cittadina immaginaria di Angleton, in una zona di campagna trasferendo anche la loro fabbrica di famiglia, la Brothers Eden. La presenza dell complesso manifatturiero crea conflitti con i membri più anziani della comunità. Inoltre molti dei lavoratori della fabbrica trasferitisi hanno problemi a vivere fuori città. A questi problemi si uniscono quelli dei figli dei Cooper, Phillip, Maria e Lance, che faticano ad adattarsi al nuovo ambiente. A fare da contraltare ai Cooper vi sono gli Harker, composta dall'operaio della Brothers Eden Bert Harker, da sua moglie Vera Harker e dai due figli Jimmy e Joyce.
Il serial fu molto popolare in Inghilterra ma il successo cominciò a venire meno quando i produttori, dopo che l'attore Alan Browning lasciò la serie, dovettero eliminare il personaggio di Ellis Cooper che subisce un infarto fatale. Fu definitivamente cancellata quando anche l'attrice Maggie Fitzgibbon abbandonò la produzione perché insoddisfatta del fatto che il suo personaggio di Vivienne si risposa dopo la morte del marito.
Solo 4 puntate sono sopravvissute delle 430 mandate in onda.

## Personaggi e interpreti
- Ellis Cooper, interpretato da Alan Browning.
- Vivienne Cooper, interpretata da Maggie Fitzgibbon.
- Joyce Harker, interpretato da Wendy Richard.
- Maria Cooper, interpretata da Judy Geeson.
- Janet Cooper, interpretata da Sandra Payne.
- Katie Heenan, interpretata da Vanda Godsell.
- Vera Harker, interpretata da June Bland.
- Phillip Cooper, interpretato da Jeremy Bulloch.
- Lance Cooper, interpretato da Raymond Hunt.
- Bert Harker, interpretato da Robert Brown.
- George, interpretato da Barry Lowe.
- Jimmy Harker, interpretato da David Janson.
- Amelia Huntley, interpretata da Naomi Chance.
- Jeff Langley, interpretato da Michael Collins.
- Gran Hamilton, interpretato da Gladys Henson.

## Produzione
Il serial fu prodotto da British Broadcasting Corporation. Le musiche furono composte da John Barry. Alcuni esterni furono girati ad Haverhill, cittadina del Suffolk,

### Registi
Tra i registi sono accreditati:
- Waris Hussein
- Eric Hills
- Paddy Russell
- Ronald Wilson
- Christopher Barry
- Michael E. Briant
- Barry Letts
- Julia Smith

### Sceneggiatori
Tra gli sceneggiatori sono accreditati:
- John Cresswell
- Colin Morris

## Distribuzione
La serie fu trasmessa nel Regno Unito dal 5 ottobre 1965 al 28 novembre 1969 sulla rete televisiva BBC One.